# نابائسکوریال
نابائسکوریال دهستانی در استان آبیلای اسپانیا است.
در این دهستان ۷۹ نفر زندگی می‌کنند. مساحت این دهستان ۳۵٫۲۹ کیلومتر مربع است.